# Neamblysomus julianae
Neamblysomus julianae är en däggdjursart som först beskrevs av Jurgen Meester 1972.  Neamblysomus julianae ingår i släktet Neamblysomus, och familjen guldmullvadar. IUCN kategoriserar arten globalt som sårbar. Inga underarter finns listade.
Arten blir 9,2 till 11,1 cm lång, väger 21 till 46 g och saknar svans. Hos arten förekommer två färgvarianter. Den första är rödbrun till brun på ovansidan och gulorange på undersidan. Den andra har mörk rödbrun päls på ryggen och blek rödbrun päls på buken. Liksom hos andra guldmullvadar är ögonen täckta av hud och päls. Neamblysomus julianae är mindre och ljusare än Cryptomys hottentotus som lever i samma region.
Denna guldmullvad förekommer med flera från varandra skilda populationer i regionen Transvaal i nordöstra Sydafrika. Arten vistas i savanner och andra gräsmarker. Den gräver i mjuk och sandig jord.
Honor kan bli brunstiga under alla årstider och de föder en eller två ungar per kull. Under den kalla årstiden intar arten tidvis ett stelt tillstånd (torpor). När honor inte är brunstige lever varje individ ensam och de är aggressiva mot varandra. Exemplar som hölls i fångenskap matades framgångsrik med daggmaskar, larver av stor mjölbagge, små köttbitar, gräshoppor, kackerlackor och andra insekter. De avvisade däremot snäckor.